# Fliethbach-System zwischen Dübener Heide und Elbe
Das Fliethbach-System zwischen Dübener Heide und Elbe ist ein FFH-Gebiet in den Städten Gräfenhainichen, Kemberg, Bad Schmiedeberg und Lutherstadt Wittenberg im Landkreis Wittenberg in Sachsen-Anhalt.

## Allgemeines
Das FFH-Gebiet besteht aus linienhaften Teilen mit einer Gesamtlänge von circa 39 Kilometern sowie 25 flächigen Bereichen mit einer Gesamtgröße von circa 34 Hektar (beim Bundesamt für Naturschutz ist die Größe mit 72 Hektar angegeben). Es überlagert sich teilweise mit dem Landschaftsschutzgebiet „Dübener Heide“. Im Norden grenzt es an das FFH-Gebiet „Dessau-Wörlitzer Elbauen“, das gleichzeitig als EU-Vogelschutzgebiet „Mittlere Elbe einschließlich Steckby-Lödderitzer Forst“ ausgewiesen ist. Die Naturdenkmale „Fliethbach zwischen Sackwitzer Mühle und Gottwaldsmühle“, „Bruchwälder am Ostufer des Roten Mühlenteiches bei Reinharz“, „Bruchwälder am Südufer des Roten Mühlenteiches bei Reinharz“ liegen innerhalb des FFH-Gebietes. Das FFH-Gebiet ist durch die Landesverordnung zur Unterschutzstellung der Natura 2000-Gebiete im Land Sachsen-Anhalt (N2000-LVO LSA) seit dem 21. Dezember 2018 rechtlich gesichert. Zuständige untere Naturschutzbehörde ist der Landkreis Wittenberg.

## Beschreibung
Das FFH-Gebiet liegt südlich bzw. südwestlich der Lutherstadt Wittenberg größtenteils im Naturpark Dübener Heide. Es umfasst den Lauf des Kemberger Flieths vom Zusammenfluss von Heideteichbach und Heidemühlenbach unterhalb des Roten Mühlenteichs nordwestlich von Bad Schmiedeberg sowie die ihm zufließenden Heideteichbach, Heidemühlenbach und Buchholzbach und den Abschnitt des Fließgrabens ab der Mündung des Kemberger Flieths bis zur Querung des Fließgrabens durch die Landesstraße 131 südwestlich von Wittenberg sowie mehrere vom Kemberger Flieth bzw. seinen Nebenbächen gespeisten Stauteichen.
Das Kemberger Flieth wird oberhalb von Kembach vielfach von Gehölzen mit Erlen, Eschen und Traubenkirschen begleitet, in deren Krautschicht Winkelsegge, Sumpfsegge, Bitteres Schaumkraut, Moschuskraut, Wechselblättriges Milzkraut, Sumpfpippau, Sumpffarn und Alpenhexenkraut siedeln. Abschnittsweise sind bachbegleitende Hochstaudenfluren mit Mädesüß, Pestwurz und Zottigem Weidenröschen sowie Grünländer mit Glatthafer, Wolligem Honiggras, Rasenschmiele, Gewöhnlichem Ruchgras, Feldhainsimse, Wiesenglockenblume, Wiesenschaumkraut, Wiesenlabkraut, Großer Bibernelle, Scharfem Hahnenfuß, Knolligem Hahnenfuß, Goldhahnenfuß und Herbstlöwenzahn ausgebildet. In den Fließgewässern siedeln unter anderem Pfeilkraut, Igelkolben, Wasserknöterich, Sumpfwasserstern, Flutender Wasserhahnenfuß, Bachbunge und Laichkräuter. In den Stauteichen siedeln beispielsweise Nadelsumpfbinse, Sechsmänniger Tännel, Südlicher Wasserschlauch, Stumpfblättriges Laichkraut, Kammlaichkraut und Alpenlaichkraut. An den Ufern ist das Sumpfblutauge zu finden. Die Quellbäche des Kemberger Flieths durchfließen vielfach bewaldete Bereiche. Auf vermoorten Bereichen im FFH-Gebiet sind Übergangs- und Schwingrasenmoore mit Grauer Segge, Schnabelsegge, Blasensegge, Schmalblättrigem Wollgras, Zwergigelkolben und Kleinem Wasserschlauch ausgebildet, Moorwälder mit Übergängen zu Bruchwäldern werden von Moorbirke und Waldkiefer dominiert. Hier siedeln Hundsstraußgras, Schmalblättriges Wollgras, Scheidiges Wollgras, Blaues Pfeifengras, Siebenstern, Heidelbeere und Moosbeere sowie die Moose Sumpftorfmoos, Sparriges Torfmoos und Zurückgekämmtes Torfmoos.
Das Gebiet ist Lebensraum für Biber und Fischotter und Nahrungshabitat für die Fledermausarten Mopsfledermaus, Großes Mausohr, Wasserfledermaus, Fransenfledermaus und Große Bartfledermaus. Die Bäche sind Lebensraum für Bachschmerle, Bachforelle, Gründling und Bachneunauge. Ihr Lebensraum wird teilweise durch Querbauwerke aber auch die Staudämme der Biber beeinträchtigt. Die Bäche beherbergen auch Vorkommen des Edelkrebses.
Die Stauteiche werden überwiegend fischereiwirtschaftlich genutzt. Unterhalb von Kembach ist das Kemberger Flieth stark begradigt.